# Perioada postbelică

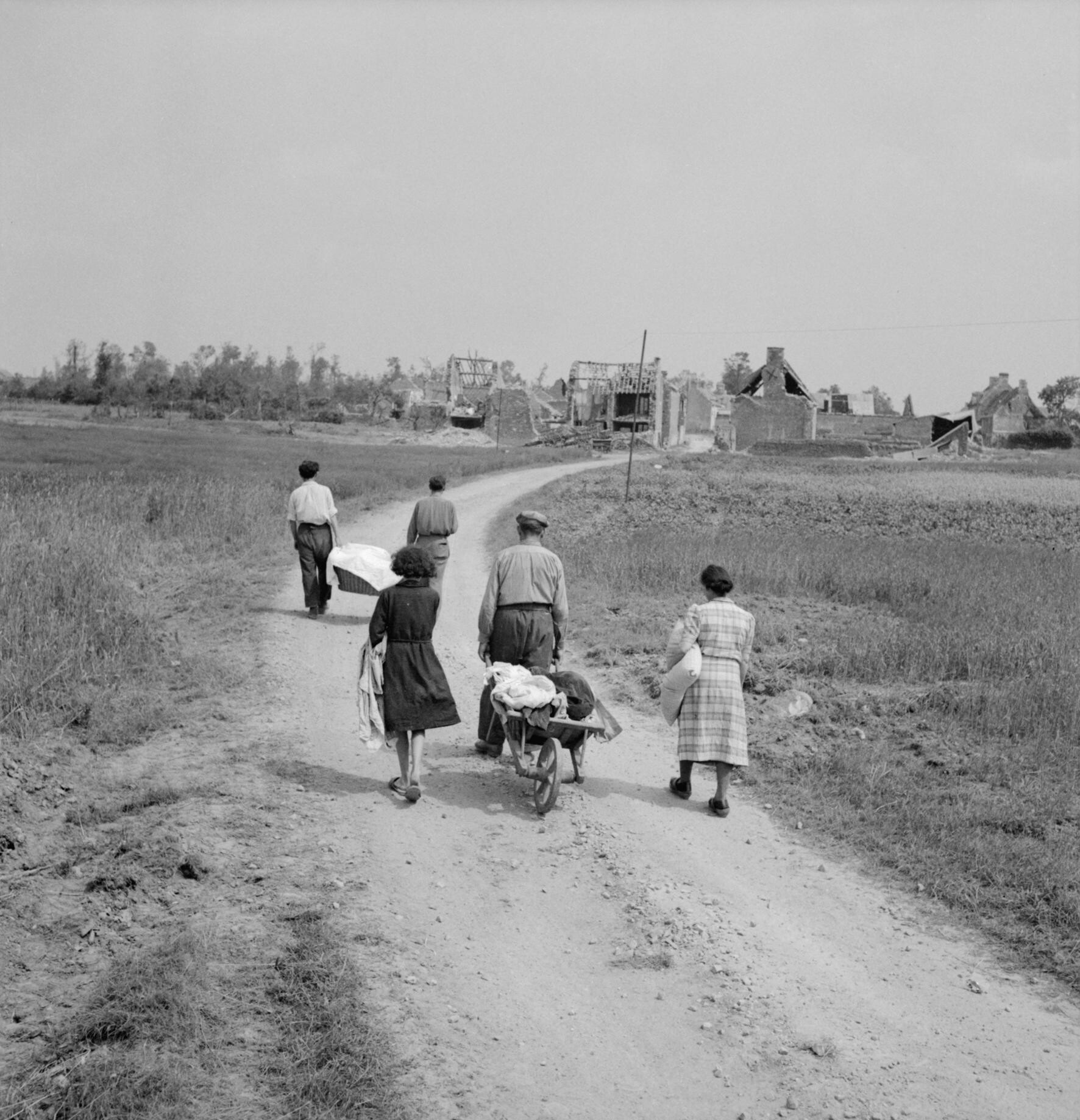
O familie de francezi se reîntoarce în satul Buron, aflat la nord-vest de Caen, complet distrus în timpul luptelor din al Doilea Război Mondial, 18 iulie 1944

Perioada postbelică este perioada care urmează imediat după încheierea unui război.  În zilele noastre, termenul de perioadă postbelică (sau eră postbelică) se referă de obicei la perioada care a urmat încheierea celui de-al Doilea Război Mondial. O perioadă postbelică poate să devină o perioadă interbelică (sau interbellum), când conflictele dintre două tabere reizbucnesc la o dată ulterioară. Acesta a fost cazul perioadei scurse între sfârșitul primei conflagrații monidiale și începutul celei de-a doua. O perioadă postbelică marchează încetarea completă a  conflictului.

## Perioada postbelică care a urmat celui de-al Doilea Război Mondial

### Cronologia perioadei postbelice
Termenul „postbelic” poate avea semnificații diferite în diferite țări și se referă la o perioadă determinată de considerații locale bazate pe efectele războiului în țară.

În Regatul Unit:
- Din punct de vedere cultural, este un termen folosit în mod obișnuit în artă și arhitectură, așa cum este la nivel mondial. Este în primul rând și mai ales înainte de dezvoltarea curentului Pop Art și de combinarea cu mișcările „postmoderniste” a „anilor ’60”. Momentul în care a încetat din punct de vedere cultural este greu de definit datorită arhetipurilor sale din anii 1950, care contrastează cu evoluțiile de vârf în genurile muzicale avangardiste și în arta pop. Mișcările sale, cum ar fi funcționalismul  și brutalismul, au fost depășite de, contracultura anilor 1960, care a devenit dominantă pe măsură ce deceniul a continuat. Mai târziu, revenirea la accentele lui asupra formelor elementare a luat forma postmodernismului și minimalismului.

- Din punct de vedere politic și economic
  - În sensul cel mai larg, este perioada de la alegerea lui Clement Attlee în 1945 până la cea a Margaret Thatcher în 1979, așa-numitul „consens postbelic”.
  - În sensul cel mai restrâns, este perioada marcată de direct de urmările războiului. A fost o perioadă de solidaritatea socială, o taxare ridicată a capitalului, a moștenirilor, dezvoltarea  internaționalismului, acordarea independenței statelor din cadrul Imperiului Britanic, fondarea și dotarea Serviciului Național de Sănătate, toate în plină austeritate economică și de în special  rationalizare. Greutățile impozitării capitalului și ale raționalizării au dispărut din cauza redresării globale, a progreselor tehnologice și a consumerismului, permise și încurajate de la sfârșitul deceniului al șaselea și începutul celui de-al șaptelea, în timpul guvernării conservatoare din  1957-1964. În acest fel au fost stabilite norme sociale noi – preferința pentru transportul privat în deplasările în afara orașelor în dauna transportului public, alegerea caselor unifamiliale private în locul condominiumurilor publice, aceste tendințe menținându-se (cu mici variații) în cursul guvernărilor succesive din următoarele două decenii.[1][2][3]

### Perioada Războiului Rece
Dacă se consideră că perioada postbelică este echivalentă cu era Războiului Rece, aceasta include și deceniul al nouălea al secolului trecut, încheindu-se cu destrămarea Uniunii Sovietice]. Ultimul deceniu al secolului trecut și secolul al XXI-lea sunt descrise rar ca parte a perioadei postbelice. 